# (26793) Большой
(26793) Большой (лат. Bolshoi) — типичный астероид главного пояса, открыт 13 января 1977 года советским астрономом Николаем Черных в Крымской астрофизической обсерватории и 22 января 2008 года назван в честь Большого театра.

## Обнаружение и именование
(26793) Большой
Открыт 13 января 1977 года в Крымской астрофизической обсерватории Н. С. Черных.
Расположенный в центре Москвы Большой театр оперы и балета является крупнейшим в России и одним из самых значительных в мире. Его история началась в 1776 году, когда губернский прокурор князь Пётр Васильевич Урусов получил указ Екатерины II и приступил к строительству театра.
Оригинальный текст (англ.)26793 Bolshoi
Discovered 1977 Jan. 13 by N. S. Chernykh at the Crimean Astrophysical Observatory.
Located in the center of Moscow, the Bolshoi Theater of opera and ballet is the largest in Russia and one of the most significant in the world. Its history began in 1776, when the province procurator prince Petr Vasil'evich Urusov received the decree of Catherine II and started building the theater.
Источники: 20080122/MPCPages.arc; M.P.C. 61765.

## Орбита

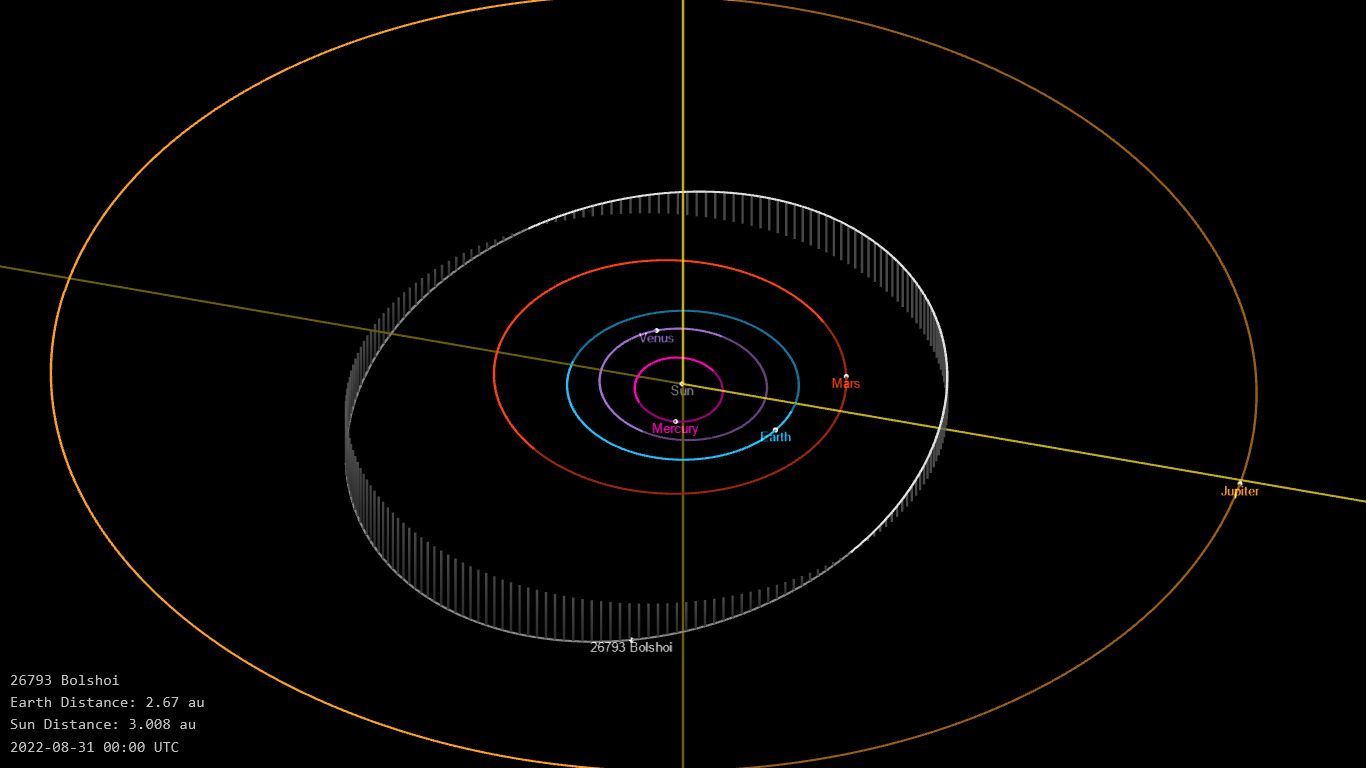
Орбита астероида Большой и его положение в Солнечной системе

## Физические характеристики
Астероид относится к таксономическому классу S.
По результатам наблюдений в видимом и ближнем инфракрасном диапазоне космического телескопа NEOWISE диаметр астероида оценивался равным 7,712±0,117 км и 6,82±1,87 км. Согласно тем же источникам альбедо оценивается как 0,2243±0,0221, 0,20±0,15 и 0,224±0,022.